# Chapelle Saint-Aubert du Mont-Saint-Michel
Pour les articles homonymes, voir Chapelle Saint-Aubert.
La chapelle Saint-Aubert est une chapelle catholique située au Mont-Saint-Michel, en France.

## Localisation
Elle est située sur une excroissance rocheuse à l'extrémité nord-ouest du Mont-Saint-Michel.

## Description
Bâtiment rectangulaire avec un toit à deux pentes et deux petites fenêtres en plein cintre, une statue de saint Aubert surmonte son pignon.

## Historique
Comme le suggère son style roman élémentaire, elle aurait été érigée vers le XIIe siècle, probablement sous Robert de Torigni (abbé de 1154 à 1186), en l'honneur de saint Aubert. C'est à cet endroit, d'après la légende, que serait tombé un roc (roc isolé dit le Pic-Saint-Aubert) sur lequel est édifié le monument actuel : Aubert d'Avranches ayant reçu l’ordre d’entreprendre la construction de ce qui est devenu le Mont-Saint-Michel, une pierre cultuelle païenne (ancien menhir ?) ne put être renversée par un fermier des environs, nommé Bain et ses douze fils, que par l'intervention miraculeuse de son dernier nouveau-né dans les bras d'Aubert qui l'appuya contre la pierre et dont le coup de pied renversa la pierre.

## Protection
L'édifice est classé au titre des monuments historiques en 1908.

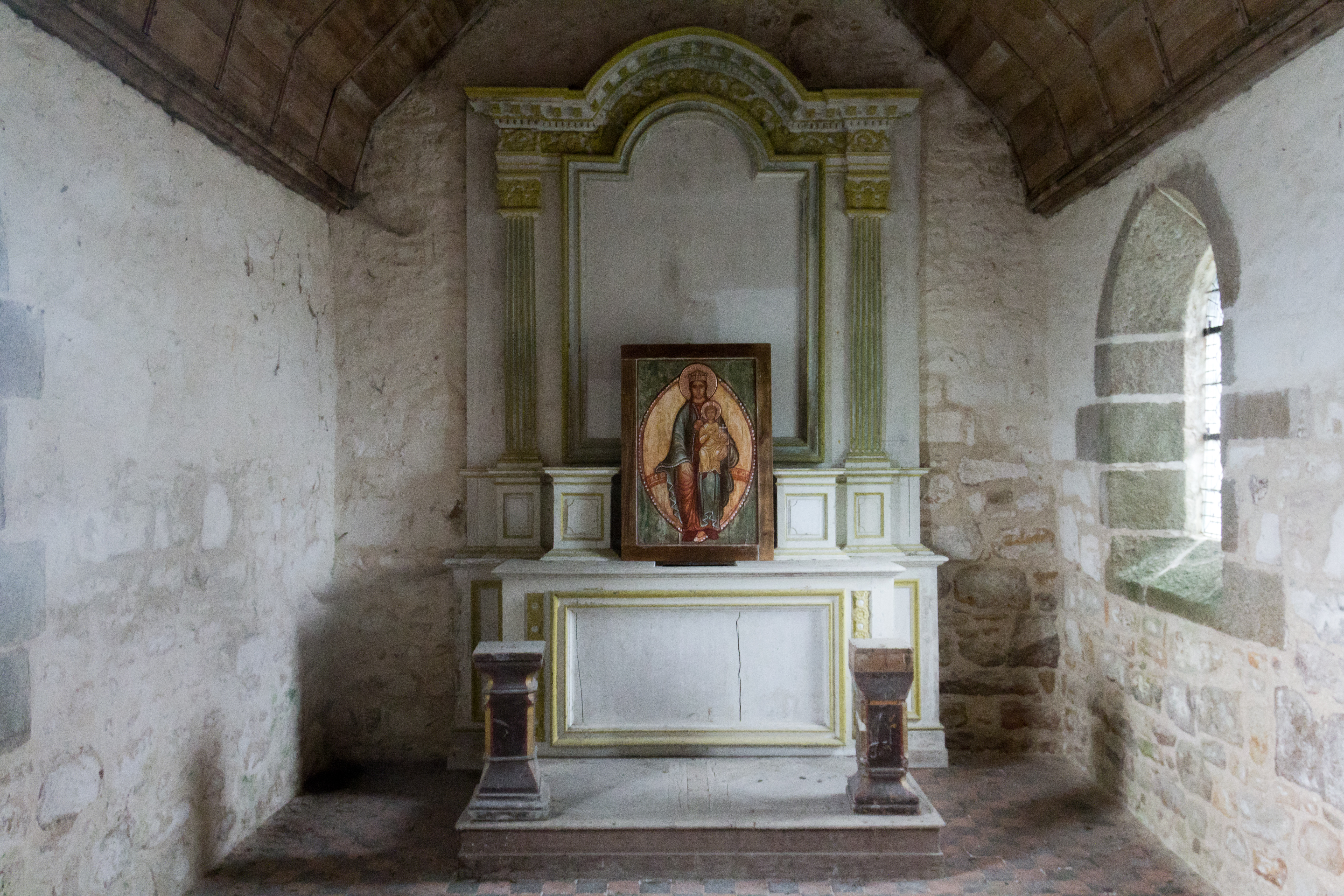
L'intérieur de la chapelle
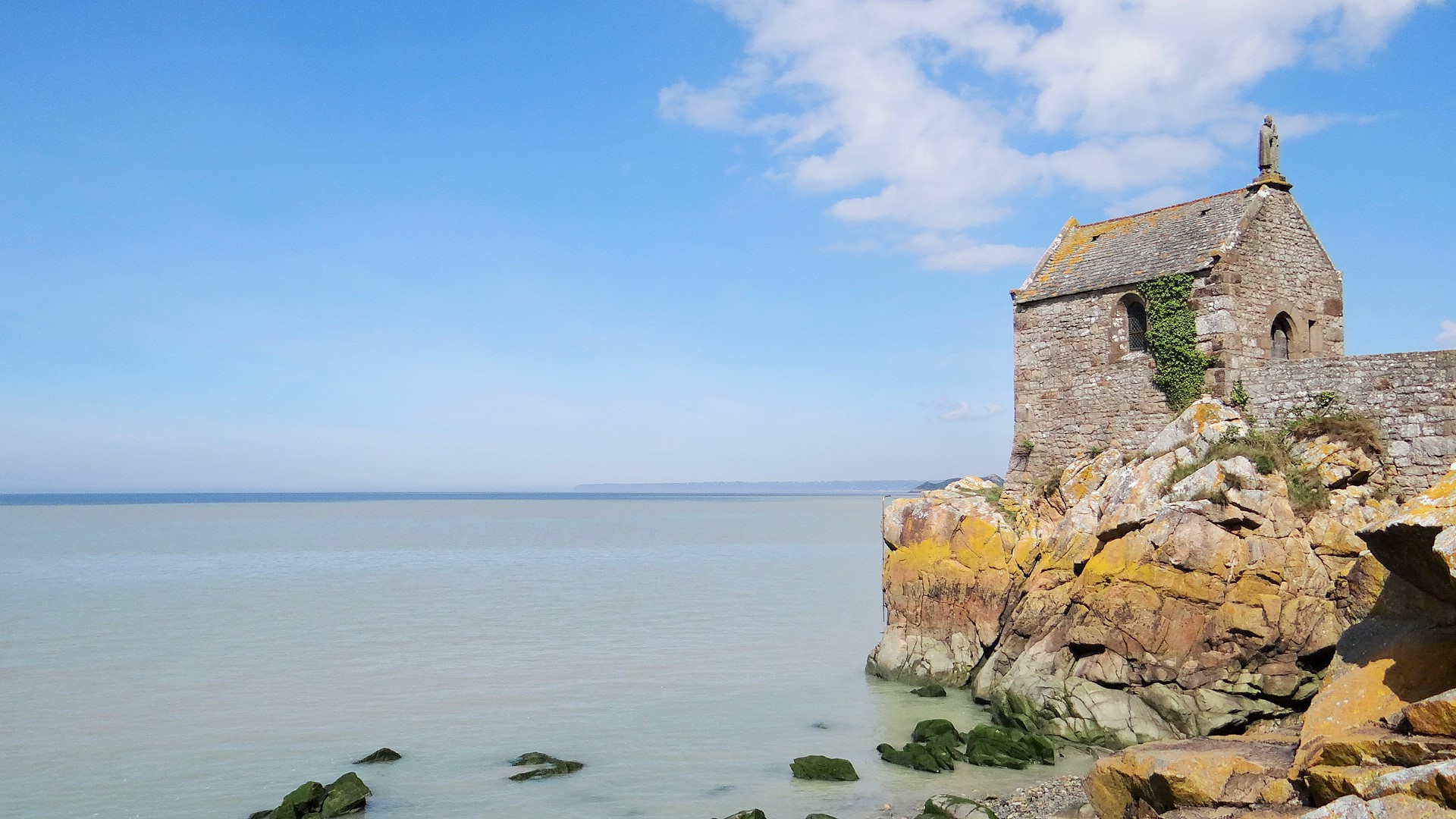
La chapelle avec la mer. Avril 2017.